# 埃斯卡瓦尔特
埃斯卡瓦尔特（西班牙語：Ezcabarte）是西班牙纳瓦拉的一个市镇。总面积34平方公里，总人口1261人（2001年），人口密度37人/平方公里。